# Marcelo Domínguez
Marcelo Fabián Domínguez (Capital Federal, Argentina; 15 de enero de 1970) es un ex-boxeador profesional argentino. Fue campeón del mundo en la categoría crucero entre 1995 y 1998 del CMB (Consejo Mundial de Boxeo), en donde realizó 5 defensas exitosas,perdiendo el título Mundial en su sexta defensa.
Domínguez luego de un excelente pasado amateur en la Argentina, se convierte en profesional en 1991.Obteniendo el Título Argentino de la categoría Crucero en 1993 con 7 peleas de profesional. Este logro es ante quien fuera  campeón mundial crucero de la OMB  Nestor Hipólito Giovannini, título que defendió en (2) dos oportunidades. Obtuvo su primer chance de título mundial en diciembre de 1994 estando en el sexto puesto del Ranking por la WBC este título lo disputó con tan solo 15 peleas invicto. Su rival en esta oportunidad sería el campeón Anaclet Wamba este quien ganara por decisión dividida. Domínguez fue injustamente despojado de un claro Triunfo perdiendo no solo su oportunidad mundialista, sino también su invicto de boxeador profesional.
En 1995 Domínguez tiene su segunda oportunidad mundialista, donde logra ganar el cinturón interino del CMB con una victoria por KO técnico sobre Hakim Tafer. defiende el título en cinco ocasiones, hasta que en 1998 en lo que sería su sexta defensa, pierde el título frente a Juan Carlos Gómez. Domínguez volvió a pelear contra Gómez en 1999, nuevamente vuelve a perder por decisión. En 2001, se enfrentó en la OMB peso crucero al vigente campeón Nelson Johnny, pero perdió en un combate muy reñido por decisión.
Domínguez se trasladó más adelante al peso pesado, y en el 2002 peleó contra Fabio Moli ganándole en (3) tres oportunidades, obteniendo de esta manera los títulos argentino y sudamericano y Latino (OMB) de los pesados. Luego de su paso por la categoría pesado Domínguez vuelve al peso crucero y Combate por el título mundial de la OMB en lucha por el título interino contra Enzo Maccarinelli, tras 9 round de intensa contienda pierde por KO Técnico.
Desde 2007 es director del gimnasio del Club Atlético Atlanta.

En mayo de 2013 vuelve a combatir tras 7 años de inactividad en la categoría pesado. Domínguez retornaría a un cuadrilátero después de haber realizado su última pelea el 2 de diciembre de 2006.
El Toro vuelve a combatir por el título argentino de los pesados ante Matías Vidondo perdiendo por un gran corte provocado en el segundo round. Luego así retirándose definitivamente en la pelea siguiente, ante Nelson Domínguez obteniendo un triunfo en ocho asaltos.